# 오요도정 (미에현)
오요도정(大淀町)은 미에현 다키군에 설치되었던 정이다. 현재의 메이와정에 해당한다.